# Giovanni Caprèolo

In libros sententiarum amplissimae quaestiones, 1589

Giovanni Caprèolo, o Caprioli, in latino Capreolus, in francese Jean (Rodez, 1380 – Rodez, 6 aprile 1444), è stato un teologo domenicano e tomista francese.

## Biografia
Era affiliato ai domenicani di Tolosa e il capitolo generale dell'ordine, a Poitiers nel 1407, gli assegnò una lezione sulle sentenze all'università di Parigi. Cominciò nel 1408 e divenne famoso, conseguendo titoli alla Sorbona nel 1411 e 1415. Dopo essere stato incaricato della reggenza degli studi di Tolosa, tornò a Rodez e ivi pubblicò le ultime tre parti dei suoi commentari tomisti nel 1426, 1428 e 1433. Ebbe tra i suoi allievi Enrico di Gorkum.

## Opere
- (LA) Defensiones theologiae divi Thomae Aquinatis, vol. 1, Venezia, Ottaviano Scoto, 1483.
- (LA) Defensiones theologiae divi Thomae Aquinatis, vol. 2, Venezia, Ottaviano Scoto, 1483.
- (LA) In libros sententiarum amplissimae quaestiones, vol. 1, Venezia, Girolamo Scoto, 1589.
- (LA) In libros sententiarum amplissimae quaestiones, vol. 2, Venezia, Girolamo Scoto, 1589.
- (LA) In libros sententiarum amplissimae quaestiones, vol. 3, Venezia, Girolamo Scoto, 1588.
- (LA) In libros sententiarum amplissimae quaestiones, vol. 4, Venezia, Girolamo Scoto, 1589.